# Acaeroplastes ischianus
Acaeroplastes ischianus är en kräftdjursart som beskrevs av Karl Wilhelm Verhoeff 1941. Acaeroplastes ischianus ingår i släktet Acaeroplastes och familjen Porcellionidae. Inga underarter finns listade i Catalogue of Life.